# 2. Damenbundesliga 2014 (Football)
Die 2. Damenbundesliga 2014 war die siebte Saison der zweithöchsten Spielklasse im American-Football in Deutschland für Frauen seit ihrer Neugründung.
Erstmals wurde die zweite Liga in drei statt zwei Gruppen aufgeteilt. Im Finale gewannen die Kiel Baltic Hurricanes Ladies gegen die München Rangers Ladies mit 39:27.

## Modus
Die Spiele werden mit 9 gegen 9 Spielerinnen ausgetragen (mindestens 5 an der LOS) und haben eine Dauer von 4 × 8 Minuten. Am Spieltag müssen die Teams mindestens jeweils 13 spielfähige Spielerinnen antreten lassen.
In der Saison 2014 treten insgesamt neun Teams in drei getrennten Gruppen an (je drei pro Gruppe). Jede dieser Gruppen trägt ein doppeltes Rundenturnier aus, wobei jedes Team einmal das Heimrecht genießt. Nach jeder Partie erhält die siegreiche Mannschaft zwei und die besiegte null Punkte. Bei einem Unentschieden erhält jede Mannschaft einen Punkt. Die Punkte des Gegners werden als Minuspunkte gerechnet. Nach Beendigung des Rundenturniers wird eine Rangliste ermittelt, bei der zunächst die Anzahl der erzielten Punkte entscheidend ist. Bei Punktgleichheit entscheidet der direkte Vergleich.
Die drei Sieger der Gruppen sowie die beste zweitplatzierte Mannschaft qualifizierten sich für die Play-offs, in denen um das Aufstiegsrecht in die 1. Damenbundesliga (DBL) gespielt wird.
In den Play-offs spielt anschließend der beste Erstplatzierte gegen den qualifizierten Zweitplatzierten und der zweitbeste Erstplatzierte gegen den Drittbesten. Im Finale treten die siegreichen Teams gegeneinander an.

## Teams
In der Gruppe Nord haben die folgenden Teams am Ligabetrieb teilgenommen:
- Braunschweig Lady Lions
- Hamburg Blue Devilyns (Rückkehr nach zwei Pausejahren)
- Kiel Baltic Hurricanes Ladies (Rückkehr nach einem Pausejahr)

In der Gruppe West haben die folgenden Teams am Ligabetrieb teilgenommen:
- Aachen Vampires Damen
- Bielefeld Bulldogs (erstmalige Ligateilnahme)
- Bochum Miners (Absteiger aus DBL)

In der Gruppe Süd haben die folgenden Teams am Ligabetrieb teilgenommen:
- Cologne Falconets
- Mainz Golden Eagles Ladies (Absteiger aus DBL)
- München Rangers Ladies

## Saisonverlauf
In der Saison 2014 nahmen mit neun Teams mehr Mannschaften als bisher an der 2. Bundesliga teil, weshalb die Liga erstmals in drei Gruppen mit je drei Teams aufgeteilt wurde. Während die Bielefeld Bulldogs zum ersten Mal am deutschen Ligabetrieb teilnahmen, waren die Bochum Miners und Mainz Golden Eagles Ladies Absteiger aus der 1. Bundesliga. Außerdem nahmen die Hamburg Blue Devilyns und die Kiel Baltic Hurricanes Ladies ihren Spielbetrieb wieder auf.
Die Saison begann am 11. Mai 2014 mit zwei Eröffnungsspielen in München und Bielefeld.
In der Nord-Gruppe wurden die Kiel Baltic Hurricanes Ladies ungeschlagen mit nur sieben Gegenpunkten Gruppensieger. Gruppenzweite wurden die Braunschweig Lady Lions. Im Halbfinale gegen die Cologne Falconets gewannen die Kielerinnen mit 9:0.
Westmeister wurden ebenso ungeschlagen die Bochum Miners vor den Aachen Vampires Damen. Das Halbfinalspiel in München verlor Bochum mit 22:28.
Im Süden gewannen die München Rangers Ladies ihre Gruppe mit zwei Siegen, einem Unentschieden und einer Niederlage. Im Halbfinale gegen Bochum gewannen die Rangers mit 28:22. Gruppenzweite wurden die Cologne Falconets, die aufgrund der im Vergleich besten Touchdown-Bilanz der Zweitplatzierten sich für die Play-offs qualifizierten. Ihr Halbfinalspiel gegen die Kiel Baltic Hurricanes Ladies verloren sie 0:9.
Zum Finale am 20. September 2014 empfingen die München Rangers Ladies die Kiel Baltic Hurricanes Ladies im Dantestadion. Nach einer anfänglichen Führung nach dem ersten Viertel für die Münchnerinnen holte Kiel anschließend auf und gewann das Finale mit 39:27.

### Abschlusstabellen
| 1. | Kiel Baltic Hurricanes L. | 8:0 | 4 | 4 | 0 | 0 | 142:700 | 1. | Bochum Miners      | 8:0 | 4 | 4 | 0 | 0 | 183:390 | 1. | München Rangers L.     | 5:3 | 4 | 2 | 1 | 1 | 065:580 |
| 2. | Braunschweig L. L.        | 4:4 | 4 | 2 | 0 | 2 | 038:680 | 2. | Aachen Vampires D. | 4:4 | 4 | 2 | 0 | 2 | 065:111 | 2. | Cologne Falconets      | 4:4 | 4 | 2 | 0 | 2 | 070:750 |
| 3. | Hamburg Blue Devilyns     | 0:8 | 4 | 0 | 0 | 4 | 000:105 | 3. | Bielefeld Bulldogs | 0:8 | 4 | 0 | 0 | 4 | 035:133 | 3. | Mainz Golden Eagles L. | 3:5 | 4 | 1 | 1 | 2 | 114:116 |

Erläuterung: = Play-off-Qualifikation als Gruppensieger, = Play-off-Qualifikation als bester Zweitplatzierter, Stand: 20. September 2014 (Saisonende)
- Tie-Break: Köln qualifiziert sich aufgrund von Touchdown-Bilanz (-5) für Play-offs (Braunschweig: -30, Aachen: -46)

### Play-offs
|  | Halbfinale | Halbfinale                    | Halbfinale |  |  | Finale | Finale                        | Finale |
|  |            |                               |            |  |  |        |                               |        |
|  |            |                               |            |  |  |        |                               |        |
|  | S1         | München Rangers Ladies        | 28         |  |  |        |                               |        |
|  | W1         | Bochum Miners                 | 22         |  |  |        |                               |        |
|  |            |                               |            |  |  | S1     | München Rangers Ladies        | 27     |
|  |            |                               |            |  |  | N1     | Kiel Baltic Hurricanes Ladies | 39     |
|  | N1         | Kiel Baltic Hurricanes Ladies | 9          |  |  |        |                               |        |
|  | S2         | Cologne Falconets             | 0          |  |  |        |                               |        |
|  |            |                               |            |  |  |        |                               |        |

#### Halbfinale
|                       |                              |  |                        |                           |               |  |              |
|                       | München 07.09.2014 12:00 Uhr |  | München Rangers Ladies | \| \| 28 : 22 \| \| \| \| | Bochum Miners |  | Dantestadion |
| (7:0, 14:6, 7:8, 0:8) | München 07.09.2014 12:00 Uhr |  | München Rangers Ladies |                           | Bochum Miners |  | Dantestadion |
|                       | 28 : 22                      |  |                        |                           |               |  |              |
|                       |                              |  |                        |                           |               |  |              |

|                 |                           |  |                               |                         |                   |  |                |
|                 | Kiel 07.09.2014 15:00 Uhr |  | Kiel Baltic Hurricanes Ladies | \| \| 9 : 0 \| \| \| \| | Cologne Falconets |  | Moorteichwiese |
| (2:0, 0:0, 7:0) | Kiel 07.09.2014 15:00 Uhr |  | Kiel Baltic Hurricanes Ladies |                         | Cologne Falconets |  | Moorteichwiese |
|                 | 9 : 0                     |  |                               |                         |                   |  |                |
|                 |                           |  |                               |                         |                   |  |                |

#### Finale
|                          |                              |  |                        |                           |                               |  |              |
|                          | München 20.09.2014 15:00 Uhr |  | München Rangers Ladies | \| \| 27 : 39 \| \| \| \| | Kiel Baltic Hurricanes Ladies |  | Dantestadion |
| (12:6, 0:14, 0:7, 15:12) | München 20.09.2014 15:00 Uhr |  | München Rangers Ladies |                           | Kiel Baltic Hurricanes Ladies |  | Dantestadion |
|                          | 27 : 39                      |  |                        |                           |                               |  |              |
|                          |                              |  |                        |                           |                               |  |              |